# Scénky z manželského života
Scénky z manželského života (v anglickém originále 3 Scenes Plus a Tag from a Marriage) jsou 13. díl 29. řady (celkem 631.) amerického animovaného seriálu Simpsonovi. Scénář napsali Tom Gammill a Max Pross a díl režíroval Matthew Nastuk. V USA měl premiéru dne 25. března 2018 na stanici Fox Broadcasting Company a v Česku byl poprvé vysílán 14. května 2018 na stanici Prima Cool.

## Děj
Po zhlédnutí filmu o superhrdinech (včetně mezititulkových a potitulkových scén) se rodina Simpsonových vrací z hlavního města domů. Homer a Marge začnou vyprávět příběh o tom, jak tam žili, než se vzali. Jakmile projíždí kolem bytu, kde dříve bydleli, pozvou děti na návštěvu. 
Seznámí se s nově zasnoubenými majiteli bytu, kteří Marge předají její poštu. Pokračují ve vyprávění svého příběhu a vysvětlují, jak Marge pracovala jako fotografka pro žurnalistickou společnost vedenou J. J. Gruffem, zatímco Homer pracoval v nové společnosti s názvem Flashmouth. Často chodili na večírky, dívali se na filmy a pozorovali hvězdnou oblohu na střeše auta, ale poté, co se narodil Bart, se jejich kariéra a životní styl řítil z kopce. Homer přišel o práci a J. J. Gruff vyhrožoval Marge, že ji nahradí Barbarou Lelavinskou, pokud Marge napíše nový článek o nočním životě. 
Marge tedy dělá rozhovor s Johnem Baldessarim o jeho umění. Do galerie však přijde Homer s Bartem (mezitím Bart řídil auto, když Homer usnul za volantem). Bart v galerii svou rošťárnou zničil nafukovacího králíka, což Marge vyfotila a vydala v novinách. Marge kvůli tomu byla vyhozena z práce, protože časopis přišel o reklamu galerií a kaváren. 
Poté, co Barta vykázali ze školky Šikulky, se rozhodli zajít za reverendem Lovejoy. Reverend jim pustil video s názvem Problémové dítě od profesora Thernstroma, které tvrdí, že řešením pro neposedné děti je mít dítě druhé. Tak se Marge a Homer rozhodli počít Lízu. 
Kvůli vyprávění je nastávající manželka z jejich starého bytu rozhodnutá, protože nechce skončit jako Simpsonovi, kteří podle ní vzájemně brzdí svůj růst dysfunkčními vztahy. Rodina Simpsonových ji však nucenými úsměvy (kterými chtěla dát najevo, že je nyní šťastná) přesvědčí se vrátit. 
V závěrečné scéně se rodina vrací do Springfieldu, zatímco Líza se začne vyptávat na další příběhy z jejich prostředí. Zastaví se v restauraci U Tuctu baget. Homer a Marge před restaurací sami, ale vyruší je jejich děti, které v autě dělají nepořádek, zatímco je děda má hlídat. 

## Přijetí

### Sledovanost
Scénky z manželského života dosáhly ratingu 0,9 s podílem 4 a sledovalo je 2,15 milionu lidí, díky čemuž se staly nejsledovanějším pořadem toho večera na stanici Fox.

### Kritika
Dennis Perkins, kritik The A.V. Clubu, dal epizodě známku B− a prohlásil: „Scénky z manželského života jsou sice jen jedním z několika dílů, které si Gammil a Pross připsali na své konto, ale na palubě lodi Simpsonových jsou už hodně dlouho. Díky této známosti je epizoda okořeněna více než hrstkou slušných gagů, které obstojí samy o sobě, bez ohledu na to, co se v tuto chvíli ještě dá nad časovou osou seriálu vytknout.“
Tony Sokol z webu Den of Geek udělil dílu tři a půl hvězdičky z pěti a napsal: „Simpsonovi mají za ta léta tolik variant retrospektivních dílů, až mám pocit, že začínají být stejně senilní jako Abe Simpson, který si zřejmě myslí, že má před sebou druhý příchod. Scénky z manželského života neodhalují nic nového až na zařazení dudlíků na seznam možných rizik dětského udušení. A je to výsostně podvratné.“